# Kostel svaté Barbory (Otvice)
Kostel svaté Barbory v Otvicích je pseudogotická sakrální stavba z roku 1902 s vybavením pocházejícím z období výstavby.

## Historie

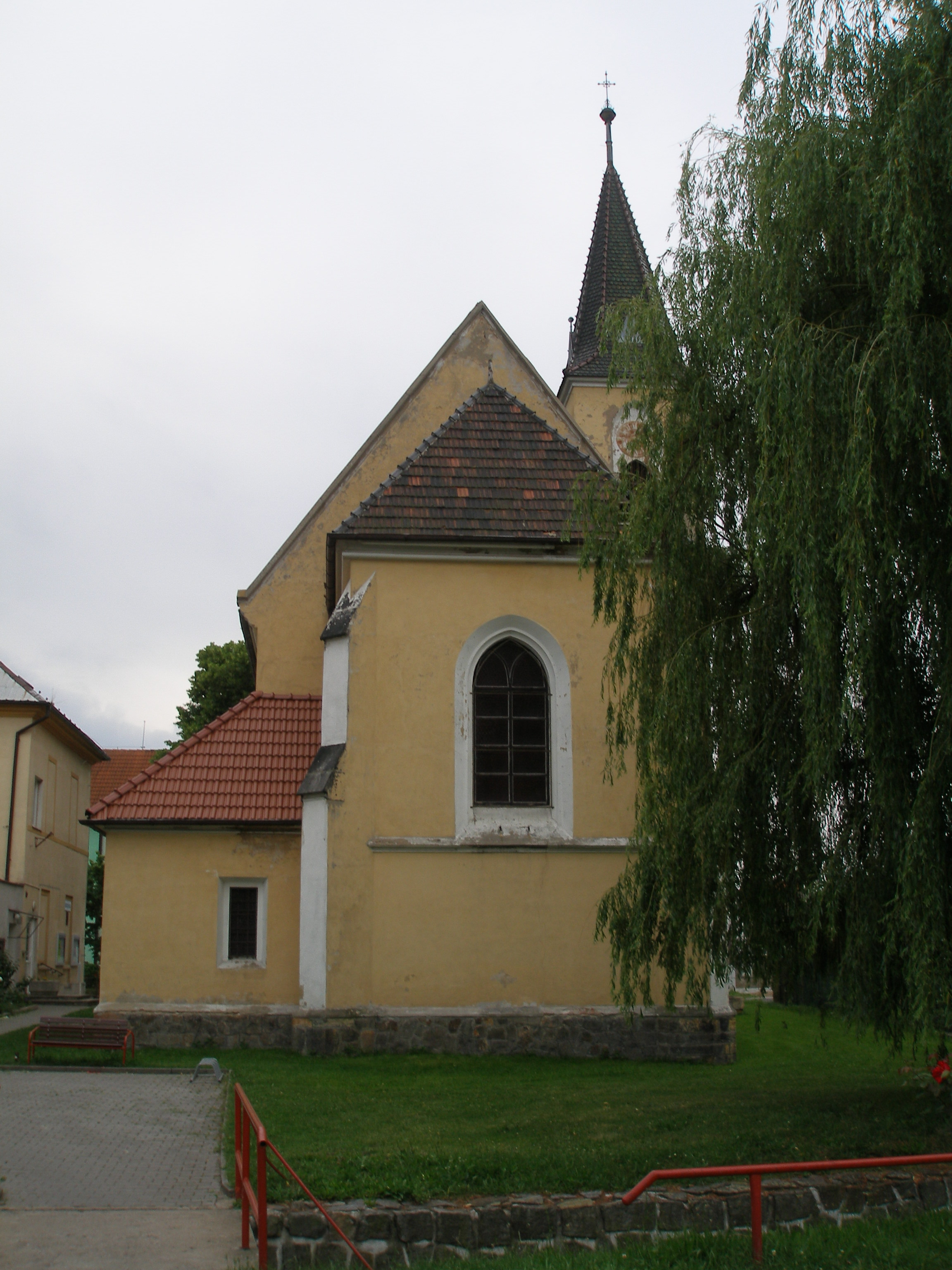
Kostel sv. Barbory v Otvicích

Pravděpodobně již od poloviny 14. století v místě stával malý dřevěný kostelík. Ten musel být roku 1655 nahrazen novým kostelem, který byl zasvěcen sv. Barboře. Tato stavba byla koncem 90. let 19. století ve velice špatném technickém stavu, a proto musela být roku 1897 zbourána. Již v roce 1902 zde byl položen základní kámen pro nový kostel v pseudogotickém slohu, který se v místě nachází dodnes. V období komunistické totality byl devastován a pro veřejnost byl zpřístupněn až po částečné opravě v roce 2014. Po opravách byl 5. září 2015 kostel slavnostně požehnán litoměřickým biskupem Janem Baxantem, a navrácen původním liturgickým účelům.
Duchovní správci kostela jsou uvedeni na stránce: Římskokatolická farnost – děkanství Jirkov.